# Hanumidi, Belur
Hanumidi là một làng thuộc tehsil Belur, huyện Hassan, bang Karnataka, Ấn Độ.